# Stratton - Forças Especiais
Stratton (bra/prt: Stratton - Forças Especiais) é um filme de suspense e ação britânico de 2017 dirigido por Simon West, baseado no romance de mesmo nome de Duncan Falconer. O personagem principal John Stratton é interpretado por Dominic Cooper, enquanto o resto do elenco inclui Gemma Chan, Austin Stowell, Tyler Hoechlin e Tom Felton. A filmagem  começou em 15 de julho de 2015, em Brindisi, Itália. O filme foi lançado no Reino Unido em 1 de setembro de 2017.

## Sinopse
Um agente do serviço secreto MI6 viaja com seu companheiro ao Irã e tem uma missão de impedir a entrega de armas bioquímicas. A missão não dá certo, no entanto, e, como consequência, o companheiro é morto. O agente volta para casa, mas tem mais uma missão a cumprir: procurar e prender um criminoso russo, dado como morto, que usa armas químicas como forma de vingança.

## Elenco
- Dominic Cooper como John Stratton, um soldado do SBS, que trabalha para a Força-Tarefa de Inteligência na Irlanda do Norte.
- Gemma Chan como Aggy.
- Austin Stowell como Hank.
- Tyler Hoechlin como Marty.
- Tom Felton como Cummings.
- Thomas Kretschmann como Grigory Barovsky.
- Olegar Fedoro como Sergei.
- Derek Jacobi como Ross.
- Connie Nielsen como Sumner.
- Jake Fairbrother como Spinks.

## Produção
Em 3 de novembro de 2014, foi anunciado que Henry Cavill estrelaria o thriller de ação Stratton, a ser produzido por sua própria empresa Promethean Productions, Amber Entertainment e GFM Films. Seria baseado na série de oito romances de Duncan Falconer com o mesmo nome, apresentando o personagem principal John Stratton, um soldado da SBS, e trabalhando para o Destacamento de Inteligência na Irlanda do Norte. O filme, produzido por Ileen Maisel e Lawrence Elman, que também comprou os direitos do romance, seria ambientado no sul da Itália, Roma e Londres.
Em 25 de fevereiro de 2015, Simon West foi contratado para dirigir o filme, que foi totalmente financiado pela GFM Films. Cinco dias antes do início das filmagens, Cavill saiu do filme devido a diferenças criativas com o roteiro. Mais tarde, foi anunciado que Dominic Cooper assumiria o papel principal.
Outros membros do elenco incluem Gemma Chan, Austin Stowell, Tyler Hoechlin e Tom Felton. Mais membros do elenco foram anunciados pelo Screen Daily, estes foram Thomas Kretschmann, Derek Jacobi, Connie Nielsen e Jake Fairbrother.
De acordo com Hardman & Co., o orçamento para Stratton foi de £ 12,9 milhões e Ober Private Clients ajudou a GFM a financiar este filme por meio de uma arrecadação de fundos EIS. A declaração de confirmação de 30 de junho de 2017 da Stratton Film Productions Limited arquivada na UK Companies House sugere que os investidores do EIS contribuíram com £ 3 358 000 para financiar o filme. Contas arquivadas na UK Company House revelam que a produção do filme foi parcialmente financiada por um empréstimo de £ 7,5 milhões da GFM Films. De acordo com Hardman & Co. HMRC contribuiu com £ 2 milhões para produzir o filme com subsídios de créditos fiscais.

### Filmagem
A filmagem começou em 15 de julho de 2015 em Brindisi, Lecce, Squinzano e Casalabate, Itália, depois a filmagem se moveu para Roma e, por último, para Londres. As filmagens estavam programadas para começar em 2 de junho, mas foram remarcadas depois que Cavill desistiu do filme.